# Markus Leoson
Markus Leoson (* 1970 in Linköping, Schweden) ist Schlagzeuger, Cimbalomspieler und Pädagoge.

## Leben
Markus Leoson begann als sechzehnjähriger mit der Schlagzeugausbildung an der Königlichen Hochschule für Musik in Stockholm. 1990 wurde er Schlagzeuger bei der Königlichen Hofkapelle und wurde drei Jahre später dort Solopauker. Dazwischen war er auch Solopauker beim Dänischen
Rundfunk-Orchester. Nach seinem Gewinn bei dem schwedischen Solistenpreis 1995 kam seinem Solistenkarriere in Schwung mit Solistenengagement beim mehrere europäische Orchestern, Rezitalen und CD-Aufnahmen. 2009 wurde er als Professor an der Hochschule für Musik FRANZ LISZT Weimar berufen. Er hat ca. 60 Werke von internationalen Komponisten uraufgeführt, die meisten davon sind Leoson gewidmet.

## Diskografie (Auswahl)
Percussion (Caprice 21466); Marimbolino (nosag CD 059); Markussion (nosag CD 071); Malletiana (Caprice 21743); Colludo (nosag CD 129) 

Die Kompositionen von Leoson sind bei Norsk Musikforlag verlegt.

## Auszeichnungen (Auswahl)
Erster Preis schwedischen Solistenpreis (1995); Zweiter Preis im Nordic Soloist Competition in Reykjavík (1995); Artist in Residence beim schwedischen Radio (1996–97); 

Erster Preis beim EBU/IFYP Wettbewerb in Bratislava (1997); Zweiter Preis des Internationalen Musikwettbewerbs der ARD (1997)